# INSTANT LOVE
『INSTANT LOVE』（インスタント・ラブ）は、日本のロックバンドであるBOØWYの2枚目のオリジナル・アルバム。
1983年9月25日に徳間ジャパンのジャパンレコーズレーベルからリリースされた。ビクター音楽産業からの移籍第一弾として前作『MORAL』（1982年）以来1年半ぶりのリリースとなった。作詞は氷室狂介、高橋まこと、松井恒松、深沢和明、作曲は氷室および布袋寅泰、プロデュースは木村マモルが担当している。
レコーディングはメンバーであった深沢および諸星アツシの在籍中から行われ、当時所属していた音楽事務所であるビーイングのスタジオ「バードマン」の空き時間を使用しての作業となった。氷室は本作のテーマが「シラケ感覚」であると述べ、パンク・ロックを基本とした前作から作風が一変しラブソングを中心とした構成になっている。
本作リリース直後は音楽ランキングなどには全くチャートインせず、BOØWYの同レーベルからのリリースは本作のみとなり後に東芝EMIに移籍する事となる。解散後となる1988年の再リリース盤はオリコンアルバムチャートにおいて最高位第3位を記録した。また本作からのシングルカットはプロモーション用の「FUNNY BOY／OH! MY JULLY」のみで正式にはリリースされなかったが、同年に「INSTANT LOVE」「OH! MY JULLY Part I」「MY HONEY」「FUNNY-BOY」の4曲をA面とした8センチCDがリリースされた。
後に本作の全曲をトランスアレンジを施したリミックス・アルバム『INSTANT LOVE HAMMER TRANCE』（2002年）がリリースされた（後述）。

## 背景
氷室狂介と布袋寅泰を中心に松井恒松、深沢和明、諸星アツシ、木村マモルによって結成されたBOØWYは、事務所の許可を得た事からファーストアルバム『MORAL』（1982年）のレコーディング作業に取り掛かる事となった。元々プロデューサーとしての活動を希望していた木村はレコーディング中に自身の代わりとなるドラマーのオーディションを提案し、そのオーディションによって高橋まことが加入する事となった。1981年の夏にレコーディングが終了するも完成した音源に関してレコード会社から理解が得られず、リリースするまでに長い時間を要する事となった。1982年3月21日にようやくリリースされた『MORAL』であったが、レコード会社によって付けられた「エアロスミスとアナーキーとサザンを足して3で割ったバンド」、「ラスト・パンクヒーロー」というキャッチコピーにメンバーは落胆する事となり、またすでにメンバーの音楽的な興味は大きく変化していた。その後氷室と布袋の提案により「ラスト・パンクヒーロー」というイメージからの脱却が図られ、ライブ時に黒ずくめであった衣装からポップ・ミュージシャンを思わせる派手な色合いの物へ変更した他、演奏曲を『MORAL』からではなくまだ未発売であった本作収録曲を中心にメロディアスな曲やラブソングを中心に、よりニュー・ウェイヴに近い音楽性やウルトラヴォックスやスクイーズのような物憂いメロディアスな音楽性へと変化する事となった。この事により初期からのファンは戸惑いを見せ始め、またメンバーであるギターの諸星アツシとサックスの深沢和明も同じく戸惑いを感じていた。
そんな状況からの脱却を試みようと、布袋は同年9月9日の渋谷パルコ Part3でのライブから方向性を変え、演奏曲や衣装をそれまでのイメージと全く異なるものに変更することを提案した。しかし、当日のライブでは途中で帰ってしまう観客が出るなど反応は厳しく、それまで必ず演奏していた「IMAGE DOWN」をセットリストから外した事によって客席からブーイングが起き、収集が付かなくなったためアンコールで「IMAGE DOWN」を演奏する事となった。またライブ時における深沢と諸星の扱いに関して布袋が行き詰っており、事務所副社長であった月光恵亮から両者を脱退させるという通達が出された。通達の根拠は、BOØWYは氷室と布袋のツートップが魅力であり、両者を浮かび上がらせるには6人編成では人数が多すぎるというものであった。この決定にメンバーは猛反対したものの、バンドのステップアップのため泣く泣く条件を飲む事となった。同年10月9日の新宿ロフトライブを最後に諸星と深沢は脱退する事となった。高橋の自著『スネア』によれば、深沢と諸星は音楽性の変化に付いていけずに脱退したとも記されている。また、松井の自著『記憶』によれば、2名の脱退により音がスカスカになり、6人時代は誤魔化せていた部分も誤魔化しがきかなくなり、演奏時の緊張感が高まったと記されている。

## 録音、制作
本作の制作に当たり、氷室はレコード会社や事務所側に新たな音楽性の作品を提案するも、前作『MORAL』の音楽性とはかけ離れた内容であったためにレコード会社側はプロモーションが不可能であると告げ、それを受けた氷室は「プロモーションするためにレコード出すんじゃないんだよ、やりたい事を作ったからそれを出したいだけなんだ」と反論、それによって事務所やレコード会社と軋轢が生まれ、前作のリリース元であったビクター音楽産業からはリリースを断られる事態となった。その後、次のレコード会社が決定するまで半年ほど時間が掛かったと氷室は述べている。
本作のプロデュースはBOØWYの初代ドラマーだった木村マモルが担当することとなった。木村はBOØWY以前に氷室も在籍したスピニッヂ・パワーというグループでドラマーを担当していた。プロデューサーとなった木村は移籍先となるレコード会社としてジャパン・レコードとの契約を獲得する。当時配布された本作のフライヤーには移籍に関して多数のレコード会社から声が掛かった事や、争奪戦の上に誠意と悪意をモットーとするジャパン・レコードが勝利を収めたとする木村のコメントが記載されていたが、真偽のほどは不明となっている。やがてレコーディングも決定したが、所属事務所であるビーイングの所有するスタジオ「バードマン」の空き時間であるなら自由に使用しても良いという、通常ではあり得ない方法が採用される事となった。結果として本作のレコーディングは1983年7月より開始されるに至った。
前作で思うような音作りができず、完成したレコードを聴いて落胆した布袋は、本作にて様々なアレンジを試みている。前作における失敗に関して、布袋は制作時間の少なさやエンジニアとの相性以前にバンドが一つになっていなかった事が原因であると述べている。そのため本作では自らがサウンド・プロデュースを行う事を申し出ており、サウンドのほぼ全てを担当している。しかし、前作では編曲者のクレジットは布袋一人になっているが、本作では「BOØWY」とバンド名での編曲クレジット表記になっている。氷室と布袋は定期的に会って曲作りを行っていたわけではなく、レコード制作の話が出た時点からお互いの曲を持ち寄っており、この状況について氷室は1991年のインタビューにおいて「まったく趣味でやってる。そのインディーズ調のところが今思うとカッコイイけどね。好きなときに曲を作って、ツアーに出たけりゃ何となくツアーに出てみたいなさ」と述べている。
布袋は本作のレコーディング作業に関して、数日間徹夜になる事もあった他、作業が終わりスタジオから出るのは日中であった事も述べ、メンバー全員疲労困憊であったと述べている。レコーディングが進められる中でメンバーは、事務所によるブッキングを待つだけでなく、自ら積極的にライブハウスとの交渉によりブッキングを取り付けるようになった。またそれまでのイメージからの脱却を事務所が許可しなかった事や、事務所所有のレコーディングスタジオでは空き時間にしか使用できない事もあり、事務所からの独立を計画する事となった。その後独立のため、布袋は当時高円寺で貸しスタジオを運営していたかつてのバンドメンバーである土屋浩をメンバーに紹介、土屋はBOØWYのマネジメントを引き受ける事となった。

## 音楽性と歌詞
本作は前作のリリースから1年半経過していた事もあり、氷室は「俺たちは飽きっぽいからさ、1年半もあれば、いろいろ音の興味も変化するわけ。だから、いろんなタイプの曲が入っているんだ」と述べ、ストレートなロックンロールをベースに、ファンク、レゲエ、ダブ、プログレなど様々な要素が取り入れられる事となった。本作ではメンバーが当時好んでいたニューロマンティックの音楽性を包み隠さず取り入れており、前作『MORAL』と比較すると一貫性がない状態ではあったが氷室は「別にバラバラでもそれがオレたちなんだからいいんじゃない? やりたいことだけやろうよ」と述べている。また、1991年のインタビューにおいて氷室は、前作『MORAL』ではラブソングが少なかったことから、本作ではラブソングを歌いたいという欲求が強く出ていると述べている。他にもニューロマンティック風のメロディーを持つ楽曲が増加したことからもラブソングの歌詞の方が合致するとの考えがあり、さらにアルバムタイトルに「LOVE」という言葉が入っていることからラブソングを中心に据えたことについて氷室は「実にイージーだよね」と述べている。
また、氷室は政治状況などから日本におけるパンク・ロックはあり得ないと断言し、また若者に馴染み易い事象は「恋愛ごと」であるとして「恋愛ごと」に対する自身の考えを表現する事を検討、その事によって「その方が気がラクだよなって、すごく思った」と語り、歌詞においても「パンク」というイメージに縛られずに「今思うものを書く」ことに専念する事となった。また本作のテーマについて氷室は、「ファーストアルバムが『怒り』なら、今回は自分達の中にある『シラケ感覚』がテーマ」。と述べた他、「前作『MORAL』が怒りに斧を振り上げているイメージに対し、今作はドスをチラリと見せる、よりシャープなイメージ」であると語っている。布袋は本作の音楽性に関して、「モダンでキッチュで、しかしメロディはどことなくセンチメンタルな、アバンギャルドなポップ」と述べている。

## 楽曲

### SIDE 1
1. 「INSTANT LOVE」
6人編成時代の代表曲であり[22]、未発表曲となった「MIDNIGHT RUNNERS」と共にライブハウス時代の代表曲でもあった[32]。曲タイトルは布袋が制作したデモテープに使用されていたもので、氷室は「イメージがけっこう曲と合ったんでそのまま使った」と述べている[24][25]。
書籍『BOØWY B to Y』では、「メロディアスながらも疾走感溢れるビートが爽快」、「エンディングには、スペイシーなシンセサイザーサウンドを駆使し、メロウな展開もさり気なく披露している」と記されている[22]。本作で初めて女性からの一人称視点による歌詞が採用され、後に氷室作詞の曲において度々女性一人称視点の歌詞が使用される事となった[33]。書籍『PERFECT BOOK BOØWY』では、「刹那的な男女関係を『インスタント』という言葉で表現した、スピード感溢れる初期の名曲」であると紹介されており、前作収録曲とは一線を画す耽美な曲調が後のBOØWYの楽曲の片鱗を感じさせると記されているほか、高橋の刻むハイハットが正確無比であると記されている[34]。
トリビュート・アルバム『BOØWY Tribute』（2003年）においてDJ HASEBEによるカバーが収録されたほか、『BOØWY Respect』（2003年）においてdibsによるカバーが収録された[35]。
2. 「MY HONEY」
ミドルテンポの楽曲であり、前作には存在しなかった曲調となっている[34]。男女の初夜を思わせる純粋なラブソングであるが、書籍『PERFECT BOOK BOØWY』では後期のBOØWYの都会的なイメージではなく瑞々しさや青臭さを感じさせる楽曲であると記されている[34]。ライブでは布袋によるメビウス奏法と呼ばれたイントロが特徴となっていた[32]。
3. 「OH! MY JULLY Part II」
原題は「LOLITA」[32][22]。書籍『BOØWY B to Y』ではレゲエを彷彿させるパーカッシブなビートとベースの基に、氷室のけだるそうなボーカルが印象的であると記されている他、打ち込みが使用された実験的な曲でもあると記されている[22]。書籍『PERFECT BOOK BOØWY』では、スローでダークな曲調であり、「絡み付くようなギタープレイが印象的な一曲」と記されている[34]。また歌詞はすでに終了した恋に苛まれ続ける男の心情を表現した暗い内容となっている[34]。同書では「すでに勢い一辺倒ではなくなった彼らの、短期間での恐ろしいまでの進化を知る事が出来る」と記されている[34]。パンク・ロックのイメージからの脱却を図っていた1982年9月頃からライブで演奏されていた[32]。
4. 「FUNNY-BOY」
書籍『BOØWY B to Y』では本作の中で最もハイライトでキャッチーな曲であり、「インパクト溢れるイントロ、ワイルドなカッティングが響くAメロとBメロ、メロウに奏でられるフック」、「まるでギターが歌っているかのように表情豊かな間奏のソロと、多彩なテクニックを要する布袋のギター・サウンドが、BOØWYらしさをより演出している」と記されている[22]。書籍『PERFECT BOOK BOØWY』では、「後期の彼らに通ずる、スピード感と哀愁溢れる曲」であると紹介されており、布袋のカッティングと高橋のタムの絡みが堪能できる楽曲であると記されている[34]。
プロモーション用としてサンプル用のシングルが制作され、新宿有線で3週連続第1位を記録、後のブレイクに繋がる転機となった曲[32][22]。元々は「夢を追って都会に出て来たが、何もかも上手くいかない少年の歌」だったが、幾度かのアレンジを経て現在の形になった。氷室がBOØWY結成以前の19歳の頃に作曲し[32][22]、トリビュート・アルバム『BOØWY Tribute』において、アン・ルイスによるカバーが収録されている[33][35]。また、氷室のベスト・アルバム『L'EPILOGUE』（2016年）において、氷室自身によるカバーが収録されている[36][37]。

### SIDE 2
1. 「OH! MY JULLY Part I」
BOØWYとしては初となる正統派のラブソングであり、ポップで明るい曲調である[32][22]。書籍『PERFECT BOOK BOØWY』では、「布袋らしいハネたシャッフルが痛快な一曲」と紹介されており、「初々しかったあの頃に戻りたい、と願う倦怠期の男女の様子を描いている」と記されている[34]。300枚限定プロモーションシングル「FUNNY BOY」のB面曲として収録された[22]。また、曲タイトルや歌詞に登場する「ジュリー」とは、当時氷室が飼っていたウサギのことである[38][34]。
2. 「TEENAGE EMOTION」
原題は「FUCK OFF」であり、6人編成時代にも一度レコーディングされている[32][22]。『音楽誌が書かないJポップ批評18 BOØWYと「日本のロック」』では、前作『MORAL』の収録曲に近い雰囲気を持っており、コミックバンド風であると記されている[39]。書籍『BOØWY B to Y』では前作『MORAL』の流れを引き継いだメッセージ性の高い曲であり、イントロのギターが個性的である他、フックのメロディラインと英語詞を歌う氷室のボーカルが爽快であると記されている[22]。書籍『PERFECT BOOK BOØWY』では、「風刺と若者に対する激励を兼ね備えた、彼ららしい曲」であると紹介されており、アレンジがニュー・ウェイヴの要素を強く感じさせるものであると記されている[34]。トリビュート・アルバム『BOØWY Respect』において、WIPEOUTによるカバーが収録された[35]。
同郷の後輩であるBUCK-TICKの今井寿が最も好きな楽曲だと語っている。当時ラフォーレ原宿で布袋を見かけサインを貰ったが、偶然この時の今井の服が当アルバムの裏ジャケットで布袋が着ている衣装の色違いだったという逸話がある[40]。
3. 「LONDON GAME」
前曲と繋がるようにして開始する仕様となっており、ライブでも「TEENAGE EMOTION」とメドレーで演奏される事が多かった[39]。書籍『BOØWY B to Y』では当時のロックシーンへの皮肉を込めた歌詞であり、感情を込めた氷室のボーカルがユニークであると記されている他、リズミカルなビートと歌詞の語感が楽曲のグルーヴを生み出していると記されている[41]。書籍『PERFECT BOOK BOØWY』では、前作の雰囲気を残したパンキッシュな曲であると紹介されており、「髪を立て、徒党を組んで喧嘩に明け暮れるような描写から、当時の不良文化の香りを色濃く感じることができる」と記されている[34]。当時のライブではラストナンバーとして演奏される事が多かった。本作リリースから2年後、BOØWYはロンドンのマーキー・クラブ（英語版）にて公演を行っている[39]。
4. 「SYMPHONIC」
原題は「FUN POP」であり、16ビートを基調とした異色の曲である[39][41]。布袋の突出したギターカッティングサウンドが特徴[41]。『音楽誌が書かないJポップ批評18 BOØWYと「日本のロック」』では、前作『MORAL』における「NO. NEW YORK」と同様にアルバム中では違和感がある曲と記されている[39]。またブレスが困難な曲であり、氷室は「この曲は疲れる」と述べている[39]。書籍『PERFECT BOOK BOØWY』では、「シャキシャキと歯切れの良い演奏が心地良いミドルテンポの名曲」であると紹介されており、「夏を連想させる詞でありながらも一貫してダークな雰囲気が漂う」と記されているほか、氷室のソロ活動における楽曲の雰囲気を感じさせるとも記されている[34]。氷室のベスト・アルバム『L'EPILOGUE』リリース時に、「SYMPHONIC デモ音源　2016Ver,」としてリテイクされたバージョンが期間限定配信で封入されていた[42]。
5. 「THIS MOMENT」
BOØWYとしては異色のベースが効いたダブサウンドが特徴であり、メロディは演歌の雰囲気を持つ実験的な曲[39][41]。『音楽誌が書かないJポップ批評43 21世紀のBOØWY伝説』にてライターの安部薫は「レゲエのリズムにより重力の薄い空間を作る手法は、確実に当時のUKポスト・パンクとリンクしている」と述べている[43]。書籍『PERFECT BOOK BOØWY』では「レゲエ調のスローナンバー。一皮剥けた彼らのセンスや、翳りの部分が色濃く表れた楽曲」であると紹介されており、松井が珍しく指弾きでベースを演奏していると記されているほか、「若くして高い技術力と表現力を兼ね備えた四人の演奏」であるとも記されている[34]。

## リリース
本作は1983年9月25日に徳間ジャパンのジャパンレコーズレーベルよりLPでリリースされた。本作からは正式にシングルカットされた楽曲はなく、サンプル盤としてシングル「OH! MY JULLY / FUNNY BOY」が製作された。1985年6月25日には初CD化として再リリースされ、1986年3月12日にはカセットテープでリリースされた。
バンド解散後の1988年にはアルバム収録曲全9曲から「SYMPHONIC」を除く8曲で4枚の8センチCDがリリースされた他、7月5日にはアルバム自体がLP、CD、CTの3形態の15万枚限定で再リリースされた。4枚のシングルがリリースされたことに対して、氷室は「オン・タイムではビクターも徳間もシングルは切らなかったのに、BOØWYの解散後、徳間は『INSTANT LOVE』のCDとシングルを四枚も切ったんだね。初めて見るよ」と述べた他、ジャケットがすべて同一であること、アルバム9曲中8曲もシングル化されたこと、ジャケット裏のクレジットが「BOOWY」になっていることなどに苦言を呈している。また、8曲もシングル化されたことについては「シングルにするってことはキャッチーな曲ってことだから『INSTANT～』はほとんどシングル向きの曲ばっかり、ってことになるな」と述べた上で、唯一シングル化されなかった曲が「SYMPHONIC」であることに「こりゃすげぇや（笑）」と呆れた様子を隠さずに制作した本人がリリースされたことを知らされていない事実に対しても苦言を呈している。
解散から10年経過した1998年2月18日にはCDのみ再リリースされた。その他にボックス・セットである『BOØWY COMPLETE』に収録される形で1991年12月24日、1993年3月3日、2002年3月29日の計3回リリースされ、2002年版では初めてデジタルリマスター版が収録された。
さらに2002年3月29日にリミックス・アルバム『INSTANT LOVE HAMMER TRANCE』に2枚組で収録され、解散宣言から20年となる2007年12月24日には紙ジャケット仕様でリリース、デビューから30周年となる2012年12月24日にはブルースペックCDでリリース、2020年9月30日には徳間ジャパンコミュニケーションズ創立55周年企画としてUHQCDでリリースされた。
シングルCD
| No. | リリース日    | タイトル            | カップリング曲       | 規格      | カタログ番号 | 最高順位 | 出典   |
| --- | ------------- | ------------------- | -------------------- | --------- | ------------ | -------- | ------ |
| 1   | 1988年3月25日 | INSTANT LOVE        | TEENAGE EMOTION      | 8センチCD | 10JC-277     | 70位     | [ 56 ] |
| 2   | 1988年3月25日 | OH! MY JULLY Part I | OH! MY JULLY Part II | 8センチCD | 10JC-278     | 78位     | [ 57 ] |
| 3   | 1988年4月25日 | MY HONEY            | LONDON GAME          | 8センチCD | 10JC-282     | -        | [ 58 ] |
| 4   | 1988年4月25日 | FUNNY-BOY           | THIS MOMENT          | 8センチCD | 10JC-283     | -        | [ 59 ] |

## プロモーション
本作リリース前に、契約したジャパンレコードが徳間音楽工業に吸収され徳間ジャパンという新しい会社となったため、BOØWYに関する全ての宣伝費がカットされる事態となる。プロモーションが行われないことに対して、メンバーが出来ることは全国においてライブを行うことしかないと主張した氷室は、月1回の新宿ロフトのライブしかブッキングを行わない事務所に対して、全国ツアーを許可しなかったことを理由に事務所を退所することになったと述べている。また、徳間ジャパンに対して自費で全国ツアーを行う代わりにポスター代のみ要求したがこれも断られ、徳間ジャパン側から先に自費でポスターを制作し、その後その代金を徳間ジャパン側が負担するという提案が出され、松井と高橋がアルバイトで得た30万円ほどの収入を元に、手作業でポスターやハガキ、パンフレットを作成したが結果として徳間ジャパン側から代金は支払われていないと氷室は述べている。
その最中、唯一プロモーション用宣材として限定300枚のみ配布されたシングル「FUNNY BOY」をセルフ・プローモションとしてメンバーがアポなしで足を運び、新宿有線で3週連続第1位を獲得。しかし、所属のレコード会社との事務引き継ぎなどがないまま事務所を離脱した事もあり、本作に関するプロモーションは思うようには行われず、予算もなかったため宣伝活動やライブ告知などは全てメンバー自らが行い、予算がない中で全国をハイエース1台で周り、ライブだけを行う状態となった。このため、レコード化されていない楽曲が多く、ファンの間では録音したライブ音源の交換によって曲の認知度が広まっていった。前作に続き本作も全く売れず、レコード会社との契約は打ち切りとなった。1983年の秋頃、そのままバンド活動を終了する訳にはいかないと考えたメンバーは、「あと一枚だけはアルバムを作ろう」との信念から土屋を中心にプライベート・オフィス「ØCON-NECTION」を設立する事となった。土屋は高円寺でリハーサルスタジオを経営しており、スタジオ内に間借りする形で事務所が設けられた。事務所はアルバイトを雇う余裕がないため、ライブのブッキングや楽器の運搬、ライブ用のチラシデザイン、取材など全てをメンバー自らが行わなければならない状態であった。
当時広報係の担当となった布袋は、AUTO-MODなどの他のバンドにも参加してBOØWYのデモテープを渡すなど積極的な宣伝活動を行った。また布袋はスタジオミュージシャンとしても活動するようになり、フジテレビ系テレビアニメ『ストップ!! ひばりくん!』（1983年 - 1984年）のエンディングテーマ「コンガラ・コネクション」や小林泉美のアルバム『Nuts, Nuts, Nuts』（1982年）にギタリストとして参加している。

## アートワーク
本作のアートワークはメンバー自らが手掛けた部分が多くあり、氷室はこの時期の状況を「ファーストよりインディーズバンドっぽいっていうかさ（笑）、自分たちで全部やってる感じは強いよね」と述べている。スタジオでの作業に慣れていたこともあり、本作では音楽的な部分よりもメンバーの衣装やスタイルなどのプロモーションに重点を置いていたと氷室は述べている。
本作のビジュアル・コンセプトは「アダム&ジ・アンツをもっと過激に!」となっている。布袋はこの当時に渋谷公園通りを歩いていた際に、パルコの「宿愚連若衆艶姿（ヤサグレテ アデスガタ）」というキャンペーンポスターに写る男女が髪を逆立てている様を発見した事から、他のメンバーにも髪を逆立てるよう提案し「ダイエースプレー」を使用するようになった。またこの当時、メンバーのヘアメイクは全て布袋が担当していた。1982年10月以降に髪の毛を逆立てるスタイルが確立、「ダイエースプレー」の存在を知ったファンがダイエーに殺到したため陳列棚のスプレーが全て売り切れるという現象が起こった。
本作のレコーディング時期に布袋は、青山にある「T-KIDS」という洋服店を発見し、ショーウィンドウに飾られた服を気に入った布袋は店員に服のリースを直談判し、当初は拒絶されたものの音源を聴かせる事やバンドのイメージを説明した事で店側の了承を得た。この頃より布袋はライブ毎にメンバーの衣装をイラストで提案する事や、ライブ毎にコンセプトを打ち立て、「アフロカビリー」と題したジャングルビートとロカビリーを融合した内容や、「ロンドン・ゲーム」と題してグラムロックパーティを行うなどアイデアを発揮するようになった。また本作より高橋はトレードマークとなるサングラスを掛けているが、これは布袋の発案によるものであった。

## ツアー
1983年の本作のリリース以前に、BOØWYは「ジャパン・ツアー」と題した初の全国ツアーを実施、機材車であるハイエースにメンバーとスタッフを載せる事となった。金銭的な事情から高速道路の使用を諦め、一般国道を走る一行であったがエアコンが故障した事から布袋はアルミホイルを購入し車窓に貼り付ける事で暑さを凌ごうとしたが、車体が高温になった事からガムテープが剥がれ、アルミホイルは全く役に立たなかったという。
ツアー中の7月31日には佐賀県にて行われたイベント「さが21世紀県民の森イベント『WOODS CONCERT』」に参加、マネージャーであった土屋がブッキングしたイベントであり、数万人の客と数十万円のギャランティーが用意されていると聞き、ウッドストック・フェスティバルのようなイベントを期待して行った一行であったが、実際には村おこしの盆踊りのようなイベントであり、客は40人ほどであった。さらに、ギャランティーは出ず村でとれた野菜を持って帰るよう主催者側から言われ、帰途用の高速料金もままならない事から土屋は主催者側と再交渉し、高速料金と焼酎を得る事となった。
本作を受けたコンサートツアーは、同年9月22日から全国9か所全12公演で「INSTANT LOVE TOUR」として開催された。しかし、レコード会社からの正式なサポートなどはなく、自己負担による小規模なライブハウスのみのツアーとなっている。また、ポスターなども布袋や土屋が手書きでメンバーの似顔絵を描いたものなどが使用されている。12月31日には内田裕也主催の「NEW YEAR ROCK FESTIVAL」に出演した。

## 批評
| 専門評論家によるレビュー      | 専門評論家によるレビュー |
| レビュー・スコア              | レビュー・スコア         |
| 出典                          | 評価                     |
| ----------------------------- | ------------------------ |
| CDジャーナル                  | 否定的                   |
| 音楽誌が書かないJポップ批評18 | 肯定的                   |
| 音楽誌が書かないJポップ批評43 | 肯定的                   |

批評家達からの本作のサウンド面に対する評価は賛否両論となっており、音楽誌『音楽誌が書かないJポップ批評18 BOØWYと「日本のロック」』においてライターの根本桃GO!は、「全体にソリッドで抑制が効いている」と述べた他、BOØWYのアルバムの中で「もっともBOØWY的じゃない作品」であると本作を位置付け、布袋の音楽的嗜好が全面に出ているとして「音的にはこのアルバムがBOØWY音楽のもっとも純化した形と言えるのかもしれない」、「彼らのアルバムのなかではかなりロック度が高いといえる」など肯定的に評価、『音楽誌が書かないJポップ批評43 21世紀のBOØWY伝説』においてライターの安部薫は、「バンドが初めてBOØWYと名乗れるに相応しい音楽を鳴らせた作品」と本作を位置付け、様々なジャンルのサウンドが導入されている事に触れた上で「空間的方向からロマンティシズムに彩られたメロディを揺さぶっていく構図が見える」と表現した他、ウルトラヴォックスのセカンドアルバム『HA! HA! HA!』（1977年）との相似関係があると主張し「当時のJポップ・シーンにあってはあまりにも刺激的だったはずだ」と肯定的に評価した。一方で、音楽情報サイト『CDジャーナル』では「ライヴ・バンドとしてのパワーを氷室のヴォーカルにのせ過ぎているようで、本領発揮できずだった」と否定的に評価した。
また歌詞に関して、音楽誌『音楽誌が書かないJポップ批評18 BOØWYと「日本のロック」』において根本は、前作のような直接的表現が消えムード重視となった事など急激に変化していると指摘、『音楽誌が書かないJポップ批評43 21世紀のBOØWY伝説』において安部は本作のテーマが「シラケ感覚」である事から、アメリカ合衆国における失われた世代の日本版であるとし、同世代の文学が刹那主義的で人間関係が欲望の充足によってのみ表現される事に触れた上で、本作の歌詞には性表現はあるものの希薄であり、1980年代には生々しい表現が避けられる傾向にあったためではないかと推測、また氷室は英語を隠れ蓑に孤独な心情を綴っていたと解釈した他、「サウンドも歌詞も当時の自分達に素直に表現できたという意味で、BOØWYはここからスタートしたと言っても過言ではない」と総括した。
その他の評価として、音楽誌『音楽誌が書かないJポップ批評18 BOØWYと「日本のロック」』において根本は、前作からの急激な音楽性の変化に対して、当時のBOØWYを取り巻く苦境が原因と考えるのが妥当であると述べ、前作がまったく売れずレコード会社からも見捨てられた状態であったことから、「得てしてそうした閉塞状況が人を先鋭化せしめるものである」と述べたほか、当時の氷室がインタビューにおいて「いまさらウケを狙ってもしょうがないから好き勝手やっちゃおう」と述べていたことを紹介している。『音楽誌が書かないJポップ批評43 21世紀のBOØWY伝説』において安部は、前作が初期衝動によって制作された作品であり、本作はメンバーが「自分の頭の中の音を初めてオールアウトさせることができた」作品であると述べている。次作『BOØWY』（1985年）が一定の成功を収めたことと比較して、本作は「過渡期的」や「2作目のジンクス」という扱いを受けた中途半端な立ち位置にある作品であるものの、本作によって「BOØWYは終わった」との意見が出される一方で本作を最も愛好するファンも存在するという特別な作品であるとも指摘している。

## チャート成績
本作はリリース当初において様々な音楽ランキングにおいてチャート圏外となり、布袋は自著『秘密』の中で前作に引き続き本作も全く売れず、リリース後にレコード会社との契約が破棄された事を記している。布袋は2枚目のアルバムが不発であった場合、ほぼ全てのバンドは解散するが、もう1枚だけアルバムを制作するという強い意志があったためバンドが存続する事になったとも記している。
オリコンアルバムチャートでは、後に再リリースされた1985年のCD盤で初ランクインし最高位第71位の登場週数が8回で売り上げ枚数は1.7万枚、1986年のLP盤は最高位第57位の登場週数が12回で売り上げ枚数は0.6万枚、1988年のCD盤が最高位第3位の登場週数7回で売り上げ枚数が8.1万枚となり、バンド解散後に初めてトップ10圏内にチャートインした。1988年版はBOØWYのアルバム売上ランキングにおいて第16位となったほか、2012年版は第39位、2020年版は第47位となっている。ねとらぼ調査隊によるBOØWYのアルバム人気ランキングでは2021年および2023年の2回の調査において第5位となった。
1988年にリリースされたシングル「INSTANT LOVE」はオリコンシングルチャートにおいて最高位第70位の登場週数4回で売り上げ枚数は0.8万枚、「OH! MY JULLY」は最高位第78位の登場週数3回で売り上げ枚数は0.6万枚となった。

## 収録曲
- CDブックレットおよびバックカバーに記載されたクレジットを参照[92]。

| #         | タイトル                 | 作詞                       | 作曲      | 編曲      | 時間  |
| --------- | ------------------------ | -------------------------- | --------- | --------- | ----- |
| 1.        | 「INSTANT LOVE」         | 氷室狂介                   | 布袋寅泰  | BOØWY     | 3:23  |
| 2.        | 「MY HONEY」             | 氷室狂介                   | 布袋寅泰  | BOØWY     | 4:58  |
| 3.        | 「OH! MY JULLY Part II」 | 氷室狂介                   | 氷室狂介  | BOØWY     | 5:17  |
| 4.        | 「FUNNY-BOY」            | 氷室狂介、高橋信、松井恒松 | 氷室狂介  | BOØWY     | 4:30  |
| 合計時間: | 合計時間:                | 合計時間:                  | 合計時間: | 合計時間: | 18:08 |

| #         | タイトル                | 作詞      | 作曲      | 編曲      | 時間  |
| --------- | ----------------------- | --------- | --------- | --------- | ----- |
| 5.        | 「OH! MY JULLY Part I」 | 氷室狂介  | 布袋寅泰  | BOØWY     | 4:06  |
| 6.        | 「TEENAGE EMOTION」     | 深沢和明  | 布袋寅泰  | BOØWY     | 4:06  |
| 7.        | 「LONDON GAME」         | 氷室狂介  | 布袋寅泰  | BOØWY     | 3:28  |
| 8.        | 「SYMPHONIC」           | 氷室狂介  | 氷室狂介  | BOØWY     | 4:30  |
| 9.        | 「THIS MOMENT」         | 氷室狂介  | 布袋寅泰  | BOØWY     | 5:40  |
| 合計時間: | 合計時間:               | 合計時間: | 合計時間: | 合計時間: | 21:50 |

## スタッフ・クレジット
- CDブックレットに記載されたクレジットを参照[93]。

### BOØWY
- 氷室狂介 – ボーカル
- 布袋寅泰 – ギター
- 松井恒松 – ベース
- 高橋信 – ドラムス

### 録音スタッフ
- BOØWY – サウンド・プロデューサー
- 木村マモル – プロデューサー
- 荒川勝（ジャパンレコーズ） – ディレクター
- 三浦光紀（ジャパン・レコード） – エグゼクティブ・プロデューサー
- 長戸大幸（ビーイング） – エグゼクティブ・プロデューサー
- 西秀雄 – レコーディング・エンジニア、リミックス・エンジニア
- 梅野貴典 – コンピュータ・プログラム
- 土屋浩 (ØCON-NECTION) – マネージメント
- 月光恵亮（ビーイング） – トータル・コーディネーション

### 美術スタッフ
- 三宅克徳 (MOONSHINE PROJECT) – デザイン
- ジョン・シュナイダー – 撮影
- やまだいさお (JET) – ヘアー、メイク
- T-KIDS – コスチューム

## チャート
| チャート         | リリース年 | 最高順位 | 登場週数 | 売上数  | 規格       | 出典   |
| ---------------- | ---------- | -------- | -------- | ------- | ---------- | ------ |
| 日本（オリコン） | 1985年     | 71位     | 8回      | 1.7万枚 | LP, CD     | [ 3 ]  |
| 日本（オリコン） | 1986年     | 57位     | 12回     | 0.6万枚 | LP         | [ 85 ] |
| 日本（オリコン） | 1988年     | 2位      | 8回      | 1.1万枚 | LP         | [ 85 ] |
| 日本（オリコン） | 1988年     | 3位      | 7回      | 8.1万枚 | LP, CT, CD | [ 3 ]  |
| 日本（オリコン） | 2012年     | 91位     | 2回      | 0.2万枚 | BSCD       | [ 94 ] |
| 日本（オリコン） | 2020年     | 206位    | 1回      | -       | UHQCD      | [ 95 ] |

## リリース日一覧
| No. | リリース日     | レーベル                       | 規格    | カタログ番号 | 備考                                                                                              | 出典                |
| --- | -------------- | ------------------------------ | ------- | ------------ | ------------------------------------------------------------------------------------------------- | ------------------- |
| 1   | 1983年9月25日  | 徳間ジャパン／ジャパンレコーズ | LP      | JAL-43       |                                                                                                   | [ 80 ] [ 30 ]       |
| 2   | 1985年6月25日  | 徳間ジャパン／ジャパンレコーズ | LP      | 28JAL-3048   |                                                                                                   | [ 3 ]               |
| 3   | 1985年6月25日  | 徳間ジャパン／ジャパンレコーズ | CD      | 32JC-116     |                                                                                                   | [ 3 ] [ 96 ] [ 30 ] |
| 4   | 1986年3月12日  | 徳間ジャパン／ジャパンレコーズ | CT      | 28J-2048     |                                                                                                   | [ 44 ]              |
| 5   | 1986年10月25日 | 徳間ジャパン／ジャパンレコーズ | LP      | 28JAL-3048   |                                                                                                   | [ 85 ] [ 3 ]        |
| 6   | 1988年6月25日  | 徳間ジャパン／ジャパンレコーズ | LP      | 28JAL-3163   |                                                                                                   |                     |
| 7   | 1988年6月25日  | 徳間ジャパン／ジャパンレコーズ | CT      | 28J-2163     |                                                                                                   |                     |
| 8   | 1988年6月25日  | 徳間ジャパン／ジャパンレコーズ | CD      | 32JC-308     |                                                                                                   |                     |
| 9   | 1988年7月5日   | 徳間ジャパン／ジャパンレコーズ | LP      | 39JAL-3163   | 15万セット限定、3,900円にて販売                                                                   | [ 97 ] [ 85 ] [ 3 ] |
| 10  | 1988年7月5日   | 徳間ジャパン／ジャパンレコーズ | CT      | 39J-2163     | 15万セット限定、3,900円にて販売                                                                   | [ 3 ]               |
| 11  | 1988年7月5日   | 徳間ジャパン／ジャパンレコーズ | CD      | 39JC-308     | 15万セット限定、3,900円にて販売                                                                   | [ 3 ]               |
| 12  | 1991年12月24日 | 東芝EMI／イーストワールド      | CD      | TOCT-6391    | CD-BOX『BOØWY COMPLETE LIMITED EDITION』収録                                                      | [ 47 ]              |
| 13  | 1993年3月3日   | 東芝EMI／イーストワールド      | CD      | TOCT-6391    | CD-BOX『BOØWY COMPLETE REQUIRED EDITION』収録                                                     | [ 48 ]              |
| 14  | 1993年10月25日 | 徳間ジャパン／ジャパンレコーズ | MD      | TKYA-1003    |                                                                                                   | [ 98 ]              |
| 15  | 1998年2月18日  | 徳間ジャパン／ジャパンレコーズ | CD      | TKCA-71347   |                                                                                                   | [ 81 ] [ 99 ]       |
| 16  | 2002年3月29日  | 東芝EMI／イーストワールド      | CD      | TOCT-24791   | CD-BOX『BOØWY COMPLETE 21st CENTURY 20th ANNIVERSARY EDITION』収録 20ビット・デジタルリマスター盤 | [ 100 ] [ 101 ]     |
| 17  | 2002年8月21日  | 徳間ジャパン                   | 2枚組CD | TKCA-72413   | アルバム『INSTANT LOVE HAMMER TRANCE』との2枚組、デジタルリマスター盤                             | [ 102 ] [ 103 ]     |
| 18  | 2007年12月24日 | 徳間ジャパン／ジャパンレコーズ | CD      | TKCA-73288   | 紙ジャケット仕様、LP盤のレーベルを再現                                                            | [ 104 ] [ 105 ]     |
| 19  | 2012年12月24日 | 徳間ジャパン／ジャパンレコーズ | BSCD    | TKCA-10071   |                                                                                                   | [ 106 ] [ 107 ]     |
| 20  | 2013年1月30日  | 徳間ジャパン／ジャパンレコーズ | AAC-LC  | -            | デジタル・ダウンロード                                                                            | [ 108 ]             |
| 21  | 2020年9月30日  | 徳間ジャパン／ジャパンレコーズ | UHQCD   | TKCA-10509   | 徳間ジャパンコミュニケーションズ創立55周年企画                                                    | [ 110 ] [ 111 ]     |

## INSTANT LOVE HAMMER TRANCE
『INSTANT LOVE HAMMER TRANCE』（インスタント・ラブ・ハンマー・トランス）は、日本のロックバンドであるBOØWYのセカンドアルバムのリミックス・アルバム。
2002年8月21日に徳間ジャパンコミュニケーションズよりリリースされた。『INSTANT LOVE』のデジタルリマスター盤との2枚組となっており、帯コメントは高橋まことが寄稿している。同時期にファーストアルバム『MORAL』（1982年）のリミックスアルバムもリリースされている。本作はオリコンアルバムチャートにおいて最高位第83位の登場回数1回で売上枚数は0.4万枚となった。この売り上げ枚数はBOØWYのアルバム売上ランキングにおいて第27位となっている。

### スタッフ・クレジット
- Ali Saidai – コーディネーター
- カッツ三宅 – デザイン
- 庄司健太郎 – ディレクター
- 唐司真 – マスタリング・エンジニア
- 土屋浩 – プロデューサー

### 収録曲
| #         | タイトル                                         | 作詞      | 作曲・編曲 | リミックス担当                                                | 時間 |
| --------- | ------------------------------------------------ | --------- | ---------- | ------------------------------------------------------------- | ---- |
| 1.        | 「INSTANT LOVE」(Chris Fortier Remix)            |           |            | クリス・フォーティアー                                        | 8:39 |
| 2.        | 「MY HONEY」(Kimball Collins & Gyrate Remix)     |           |            | ガブリエル・ハラミージョ、Gyrate Of ICU、キンボール・コリンズ | 7:59 |
| 3.        | 「OH! MY JULLY Part II」(MV’s Tribal Fusion mix) |           |            | マーティン・ヴィルヌーブ、Bitburn.org（キーボード担当）       | 9:09 |
| 4.        | 「FUNNY-BOY」(Tom Wax Remix)                     |           |            | トーマス・ヴェーデル、トム・ワックス                          | 8:00 |
| 5.        | 「OH! MY JULLY Part I」(16B Reconstruction)      |           |            | オミッド16B ヌリザデ                                          | 6:58 |
| 6.        | 「TEENAGE EMOTION」(Lexi & K.Paul Electro Mix)   |           |            | レクシー&K・ポール                                            | 5:02 |
| 7.        | 「LONDON GAME」(Talla 2xlc Remix)                |           |            | フロスト、Grey (12)、Oil、Talla 2XLC                          | 6:40 |
| 8.        | 「SYMPHONIC」(Max Graham club mix)               |           |            | マックス・グラハム                                            | 8:32 |
| 9.        | 「THIS MOMENT」(DJ Icey Remix)                   |           |            | ジ・アイシー                                                  | 5:26 |
| 合計時間: | 合計時間:                                        | 合計時間: | 66:25      |                                                               |      |